# Rodinný průvan
Rodinný průvan (v originále Un air de famille) je francouzský hraný film z roku 1996, který režíroval Cédric Klapisch podle stejnojmenné divadelní hry Agnès Jaoui a Jeana-Pierra Bacriho. Snímek měl světovou premiéru na filmovém festivalu dne 17. května 1996.

## Děj
Rodina Ménardových se schází pravidelně každý týden v kavárně, kterou provozuje Henri, nejstarší syn. Tentokrát se tam sejdou na oslavu 35. narozenin Yolande, manželky nejmladšího Philippa. Zatímco čekají na Arlette, Henriho manželku, která, jak se dozvídáme na začátku filmu, právě opustila manžela, situace se točí kolem Philippa. Nejen, že si jeho matka stále nepamatuje, že zaujímá důležitou pozici ve velké programátorské společnosti, ale také se obává o panenství své dcery Betty, která tajně chodí s Denisem, číšníkem v kavárně. Na povrch vyplouvají různé rodinné záležitosti.

## Obsazení
| Jean-Pierre Bacri      | Henri Ménard                        |
| Jean-Pierre Darroussin | Denis, číšník v kavárně             |
| Catherine Frot         | Yolande Ménard, Philippova manželka |
| Agnès Jaoui            | Betty Ménard, Henriho sestra        |
| Claire Maurier         | matka                               |
| Wladimir Yordanoff     | Philippe Ménard                     |
| Cédric Klapisch        | otec                                |
| Antoine Chappey        | soused                              |
| Zinedine Soualem       | host                                |
| Romain Le Grand        | Kevin                               |

## Ocenění
- César: nejlepší herec ve vedlejší roli (Jean-Pierre Darroussin), nejlepší herečka ve vedlejší roli (Catherine Frot), nejlepší originální scénář nebo adaptace (Cédric Klapisch, Agnès Jaoui a Jean-Pierre Bacri); nominace v kategoriích nejlepší režie (Cédric Klapisch), nejlepší film, nejlepší herečka ve vedlejší roli (Agnès Jaoui), nejlepší producent (Charles Gassot)
- Zvláštní cena poroty a veřejnosti na festivalu v Montrealu
- Cena Lumières: nejlepší režie (Cédric Klapisch), nejlepší původní scénář nebo adaptace (Cédric Klapisch, Agnès Jaoui a Jean-Pierre Bacri)